# Amt Biesenthal-Barnim
Das Amt Biesenthal-Barnim mit Sitz in der Stadt Biesenthal ist ein Amt im Landkreis Barnim des Landes Brandenburg, in dem sechs Gemeinden zu einem Verwaltungsverbund zusammengeschlossen sind. Es wurde 1992 gebildet und umfasste zunächst acht Gemeinden in den damaligen Kreisen Bernau und Eberswalde. Durch Gemeindezusammenschlüsse und Ein- und Ausgliederungen von Gemeinden hat das Amt heute sechs amtsangehörige Gemeinden. Das Amt nimmt die Aufgaben als untere Fachbehörde für Bau, Umwelt, Sicherheit und Ordnung, Soziales etc. wahr. Es ist untere Gewerbe- und Steuerbehörde, koordiniert die Amtsfeuerwehr, leistet Bürgerservices und bietet touristische und kulturelle Informationen über das Amtsgebiet.

## Geographische Lage
Das Amt liegt in der Mitte des Landkreises Barnim und grenzt an die Gemeinde Wandlitz im Westen, an die Stadt Eberswalde und die Gemeinde Schorfheide im Norden, den Landkreis Märkisch-Oderland im Osten sowie die Stadt Bernau bei Berlin im Süden.

## Gemeinden und Ortsteile
Das Amt gliedert sich derzeit (2018) in folgende Gemeinden, Ortsteile und Wohnplätze:
- Biesenthal (Stadt) mit dem Ortsteil Danewitz und den Wohnplätzen Dewinsee-Siedlung, Eiserbude, Hellmühle, Priesterpfuhlsiedlung, Siedlung, Vorwerk, Wehrmühle und Wullwinkel
- Breydin mit den Ortsteilen Tuchen-Klobbicke und Trampe sowie den Wohnplätzen Karlshof, Klobbicke, Mittelmühle, Neue Mühle und Tuchen
- Marienwerder mit den Ortsteilen Ruhlsdorf, Marienwerder und Sophienstädt und den Wohnplätzen Forsthaus Grafenbrück, Grafenbrücker Mühle, Grafenbrückschleuse, Pechteich und Ruhlsdorfer Schleuse
- Melchow mit den Ortsteilen Melchow und Schönholz sowie dem Wohnplatz Wildtränke
- Rüdnitz mit den Wohnplätzen Albertshof, Bahnhofssiedlung, Kühle Kaveln, Langerönner Mühle und Schulzenaue
- Sydower Fließ mit den Ortsteilen Grüntal und Tempelfelde sowie den Wohnplätzen Friedrich-Wilhelms-Hof, Siedlung und Sydow

## Geschichte
Am 17. Juni 1992 erteilte der Minister des Innern seine Zustimmung zur Bildung des Amtes Biesenthal-Barnim, für dessen Zustandekommen der 19. Juni 1992 festgelegt wurde. Sitz der Amtsverwaltung ist die Stadt Biesenthal. Folgende Gemeinden aus den damaligen Kreisen Bernau und Eberswalde waren darin zusammengefasst:
1. Danewitz
2. Tempelfelde
3. Grüntal
4. Spechthausen
5. Tuchen-Klobbicke
6. Trampe
7. Melchow
8. Stadt Biesenthal

Am 27. September 1998 schlossen sich Trampe und Tuchen-Klobbicke zur neuen Gemeinde Breydin zusammen, und die Gemeinden Grüntal und Tempelfelde bildeten die neue Gemeinde Sydower Fließ. Zum selben Zeitpunkt schlossen sich auch Melchow und Spechthausen zur neuen Gemeinde Melchow zusammen. Am 31. Dezember 2002 wurde die Gemeinde Rüdnitz (vorher Amt Panketal) dem Amt Biesenthal-Barnim zugeordnet. Im Zuge der Gemeindereform 2003 in Brandenburg wurde am 26. Oktober 2003 Danewitz in die Stadt Biesenthal eingegliedert. Die Gemeinde Marienwerder (vorher Amt Groß Schönebeck (Schorfheide)) wurde dem Amt Biesenthal-Barnim zugeordnet; das Amt Groß Schönebeck (Schorfheide) wurde aufgelöst. Der Ortsteil Spechthausen der Gemeinde Melchow wurde zum 1. Januar 2006 nach Eberswalde eingegliedert.

## Bevölkerungsentwicklung
| Jahr | Einwohner |
| ---- | --------- |
| 1992 | 07 259    |
| 1995 | 07 456    |
| 2000 | 08 093    |
| 2005 | 12 032    |
| 2010 | 11 792    |
| 2015 | 12 038    |

| Jahr | Einwohner |
| ---- | --------- |
| 2020 | 12 524    |
| 2021 | 12 611    |
| 2022 | 12 767    |
| 2023 | 12 825    |
| 2024 | 13 002    |

Gebietsstand und Einwohnerzahl am 31. Dezember des jeweiligen Jahres, ab 2011 auf Basis des Zensus 2011, ab 2022 auf Basis des Zensus 2022

## Politik

### Amtsdirektor
- 1992–2012: Hans-Ulrich Kühne[13]
- seit 2012: André Nedlin

Nedlin wurde am 14. Juni 2020 durch den Amtsausschuss für weitere acht Jahre in seinem Amt bestätigt.

### Wappen
| Wappen des Amtes Biesenthal-Barnim | Blasonierung: „In Gold über einem durchbrochenen grünen Achtberg als Schildfuß, rechts eine aus diesem herauswachsende begrannte grüne Ähre mit einem Halm, links ein gestürztes grünes Lindenblatt. Aus diesem erwächst ein roter Adler.“ |
| Wappen des Amtes Biesenthal-Barnim | Wappenbegründung: Der Achtberg im Schildfuß repräsentiert die acht bei seiner Gründung zum Amt gehörenden Gemeinden Danewitz, Grüntal, Melchow, Spechthausen, Tempelfelde, Trampe, Tuchen-Klobbicke und die Stadt Biesenthal. Das Lindenblatt steht für den in der Region typischen Laubbaum, die Roggenähre für die Landwirtschaft als die in den Gemeinden historisch vorherrschende Wirtschaftsform. Das Wappen wurde am 11. August 1994 durch das Ministerium des Innern genehmigt. |

### Flagge
Die Flagge wurde am 29. Mai 1996 durch das Ministerium des Innern genehmigt und wie folgt beschrieben:
„Die Flagge ist Grün - Weiß (1:1) gestreift und mittig mit dem Amtswappen belegt.“

### Dienstsiegel
Das Dienstsiegel zeigt das Wappen des Amtes mit der Umschrift AMT BIESENTHAL-BARNIM • LANDKREIS BARNIM.

## Belege
1. ↑  Bevölkerungsstand im Land Brandenburg Dezember 2024 (Fortgeschriebene amtliche Einwohnerzahlen, basierend auf dem Zensus 2022) (Hilfe dazu).
2. ↑  Biesenthal-Barnim | Service Brandenburg. Abgerufen am 1. Mai 2024.
3. ↑  Bildung des Amtes Biesenthal-Barnim. Bekanntmachung des Ministers des Innern vom 13. Juni 1992. Amtsblatt für Brandenburg – Gemeinsames Ministerialblatt für das Land Brandenburg, 3. Jahrgang, Nummer 47, vom 10. Juli 1992, S. 890.
4. ↑  Bildung einer neuen Gemeinde aus den Gemeinden Trampe und Tuchen-Klobbicke. Bekanntmachung des Ministeriums des Innern vom 6. Mai 1998. Amtsblatt für Brandenburg – Gemeinsames Ministerialblatt für das Land Brandenburg, 9. Jahrgang, Nummer 21, vom 2. Juni 1998, S. 499.
5. ↑  Bildung einer neuen Gemeinde aus den Gemeinden Grüntal und Tempelfelde. Bekanntmachung des Ministeriums des Innern vom 6. Mai 1998. Amtsblatt für Brandenburg – Gemeinsames Ministerialblatt für das Land Brandenburg, 9. Jahrgang, Nummer 21, vom 2. Juni 1998, S. 500.
6. ↑  Bildung einer neuen Gemeinde aus den Gemeinden Spechthausen und Melchow. Bekanntmachung des Ministeriums des Innern vom 6. Mai 1998. Amtsblatt für Brandenburg – Gemeinsames Ministerialblatt für das Land Brandenburg, 9. Jahrgang, Nummer 21, vom 2. Juni 1998, S. 499.
7. ↑  Änderung des Amtes Panketal. Bekanntmachung des Ministeriums des Innern vom 5. Dezember 2002. Amtsblatt für Brandenburg – Gemeinsames Ministerialblatt für das Land Brandenburg, 13. Jahrgang, Nummer 54, vom 30. Dezember 2002, S. 1181. PDF
8. ↑  Eingliederung der Gemeinde Danewitz. Bekanntmachung des Ministeriums des Innern vom 3. Mai 2002. Amtsblatt für Brandenburg – Gemeinsames Ministerialblatt für das Land Brandenburg, 13. Jahrgang, Nummer 22, vom 29. Mai 2002, S. 561. PDF
9. ↑  Fünftes Gesetz zur landesweiten Gemeindegebietsreform betreffend die Landkreise Barnim, Märkisch-Oderland, Oberhavel, Ostprignitz-Ruppin, Prignitz, Uckermark (5.GemGebRefGBbg) vom 24. März 2003 (GVBl.I/03, Nr. 05, S. 82), geändert durch Gesetz vom 1. Juli 2003 (GVBl.I/03, Nr. 10, S. 187)
10. ↑  Historisches Gemeindeverzeichnis des Landes Brandenburg 1875 bis 2005. Landkreis Barnim (PDF) S. 8–9
11. ↑  Bevölkerung im Land Brandenburg von 1991 bis 2015 nach Kreisfreien Städten, Landkreisen und Gemeinden. Tabelle 7
12. ↑  Amt für Statistik Berlin-Brandenburg (Hrsg.): Statistischer Bericht A I 1, A II 4. Bevölkerungsentwicklung und Bevölkerungsstand im Land Brandenburg. (jeweilige Ausgaben des 4. Quartals)
13. ↑  Amtschef a. D. gestorben. In: Märkische Oderzeitung. 18. Mai 2014 (moz.de).
14. ↑  André Nedlin als Amtsdirektor in Biesenthal bestätigt. In: Märkische Oderzeitung. 16. Juni 2020, abgerufen am 13. Juni 2021.
15. ↑  Wappenangaben auf dem Dienstleistungsportal der Landesverwaltung des Landes Brandenburg
16. ↑  Hoheitszeichen auf www.amt-biesenthal-barnim.de